# Siège de Petropavlovsk
Guerre de Crimée
Batailles
- Isaccea (10-1853)
- Oltenița (11-1853)
- Pitsounda (11-1853)
- Sinope (11-1853)
- Cetate (12-1853)
- Silistra (04-1854)
- Kurekdere (08-1854)
- Bomarsund (08-1854)
- Petropavlovsk (08-1854)
- Alma (09-1854)
- Sébastopol (10-1854)
- Balaklava (10-1854)
- Inkerman (11-1854)
- Eupatoria (02-1855)
- Taganrog (05-1855)
- Kars (07-1855)
- Tchernaïa (08-1855)
- Malakoff (09-1855)
- Kanghil (09-1855)
- Kinbourn (10-1855)

Le siège de Petropavlovsk fut la principale opération de la guerre de Crimée dans l'océan Pacifique. Elle se déroula à Petropavlovsk-Kamtchatski, capitale du Kamtchatka, du 30 août au 5 septembre 1854 (18 au 24 août 1854 a.s., c'est-à-dire selon le calendrier julien alors utilisé par les Russes).

## Déroulement

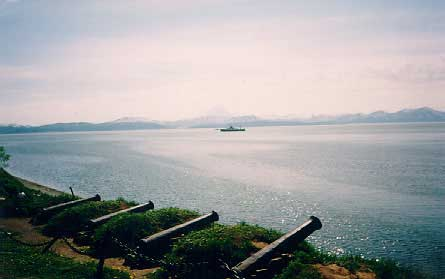
Un monument moderne à la batterie côtière russe no 3 (surnommée « Mortelle ») du lieutenant Alexandre Maksoutov à Petropavlovsk-Kamchatski.

Le siège débuta le 18 août 1854 (30 août dans le calendrier grégorien), quand l'escadre franco-britannique composée de trois frégates (dont le HMS President), une corvette, un brick-aviso et un sloop à vapeur, jette l'ancre dans la baie d'Avatcha. L'escadre était commandée par deux contre-amiraux, le Britannique David Price de la Pacific Station et le Français Auguste Febvrier Despointes. Elle possédait environ 200 canons, à comparer aux quelque 70 canons dont disposaient les défenseurs de la ville, placée sous le commandement de l'amiral Vassili Zavoïko.
Deux jours plus tard, les Alliés font débarquer 600 hommes au sud de la ville, au niveau de la colline Nikolski, mais ils doivent faire face à 230 Russes qui, après d'intenses combats, les forcent à la retraite. Le 24 août 1854 (5 septembre dans le calendrier grégorien), environ 970 soldats et marins alliés débarquent à l'ouest de Petropavlovsk, mais ils sont à nouveau repoussés par 360 Russes. Trois jours plus tard, l'escadre reçoit l'ordre de quitter les eaux russes. Les pertes russes sont estimées à quelque 100 militaires tués ou blessés ; les Alliés perdirent environ deux à quatre fois plus d'hommes.

## Conséquences
En avril 1855, Nikolaï Mouraviov-Amourski, conscient des faiblesses et insuffisances des défenses de la ville, fait évacuer la garnison de Petropavlovsk, les marins avaient une nouvelle base pour la flotte à Nikolaïevsk-sur-l'Amour.

## Dans la littérature
- Nikolaï Zadornov, La Guerre pour l'océan (russe : Война за океан, roman historique), 1963.
- Constantin Simonov, Porutchik (russe : Поручик), poème.
- Guennadi Nevelskoï, Les exploits des officiers de la marine russe à l'extrême est de la Russie (1849-1855).

## Sources et bibliographie
- M. A. Sergeyev, Defense of Petropavlovsk-on-the-Kamchatka, 3e éd. Moscou, 1954.
- Ievgueni Tarle, Chapitre sur la Guerre de Crimée.
- (en) Eugenio Zanoni Volpicelli (Vladimir), Russia on the Pacific, and the Siberian Railway, London, Sampson Low, Marston & Company (Limited), 1899 (lire en ligne ), chap. V (« The Annexation of the Amur Region »), p. 173-269.